# Giro d’Italia 1999
Der 82. Giro d’Italia wurde in 22 Etappen vom 15. Mai bis zum 6. Juni 1999 ausgetragen und von Ivan Gotti aus Bergamo gewonnen.
Nachdem das Rennen zunächst vom Zweikampf zwischen Laurent Jalabert und Marco Pantani geprägt wurde, gewann Pantani die Bergankunft der 19. Etappe in Alpe di Pampeago mit großem Vorsprung, so dass er auch die Gesamtwertung mit großem Vorsprung anführte. Aufgrund eines erhöhten Hämatokritwerts wurde Pantani nach der 20. Etappe vom Rennen ausgeschlossen. Der spätere Gesamtsieger Gotti übernahm auf der bergigen 21. Etappe durch einen zweiten Rang die Gesamtführung.

## Etappen
| Etappe | von                       | nach                      | km       | Gewinner                | Nation      |
| ------ | ------------------------- | ------------------------- | -------- | ----------------------- | ----------- |
| 1      | Agrigent (AG)             | Modica (RG)               | 175      | Ivan Quaranta           | Italien     |
| 2      | Noto (SR)                 | Catania (CT)              | 133      | Mario Cipollini         | Italien     |
| 3      | Catania (CT)              | Messina (ME)              | 176      | Jeroen Blijlevens       | Niederlande |
| 4      | Vibo Valentia (VV)        | Terme Luigiane (CS)       | 186      | Laurent Jalabert        | Frankreich  |
| 5      | Terme Luigiane (CS)       | Monte Sirino (PZ)         | 144      | José Jaime González     | Kolumbien   |
| 6      | Lauria (PZ)               | Foggia (FG)               | 257      | Romāns Vainšteins       | Lettland    |
| 7      | Foggia (FG)               | Lanciano (CH)             | 153      | Jeroen Blijlevens       | Niederlande |
| 8      | Pescara (PE)              | Gran Sasso d’Italia (AQ)  | 253      | Marco Pantani           | Italien     |
| 9      | Ancona (AN)               | Ancona (AN)               | 32 (EZF) | Laurent Jalabert        | Frankreich  |
| 10     | Ancona (AN)               | Sansepolcro (AR)          | 189      | Mario Cipollini         | Italien     |
| 11     | Sansepolcro (AR)          | Cesenatico (FC)           | 125      | Ivan Quaranta           | Italien     |
| 12     | Cesenatico (FC)           | Sassuolo (MO)             | 168      | Mario Cipollini         | Italien     |
| 13     | Sassuolo (MO)             | Rapallo (GE)              | 243      | Richard Virenque        | Frankreich  |
| 14     | Bra (CN)                  | Borgo San Dalmazzo (CN)   | 187      | Paolo Savoldelli        | Italien     |
| 15     | Racconigi (CN)            | Oropa (BI)                | 160      | Marco Pantani           | Italien     |
| 16     | Biella (BI)               | Lumezzane (BS)            | 232      | Laurent Jalabert        | Frankreich  |
| 17     | Lumezzane (BS)            | Castelfranco Veneto (TV)  | 215      | Mario Cipollini         | Italien     |
| 18     | Treviso (TV)              | Treviso (TV)              | 45 (EZF) | Serhiy Honchar          | Ukraine     |
| 19     | Castelfranco Veneto (TV)  | Alpe di Pampeago (TN)     | 166      | Marco Pantani           | Italien     |
| 20     | Predazzo (TN)             | Madonna di Campiglio (TN) | 175      | Marco Pantani           | Italien     |
| 21     | Madonna di Campiglio (TN) | Aprica (SO)               | 190      | Roberto Heras Hernández | Spanien     |
| 22     | Boario Terme (BS)         | Milano (MI)               | 170      | Fabrizio Guidi          | Italien     |

Das Rosa Trikot wurde von 6 verschiedenen Fahrern getragen:
- Ivan Quaranta ( Italien): 1. Etappe
- Mario Cipollini ( Italien): 2. Etappe
- Jeroen Blijlevens ( Niederlande): von der 3. bis zur 4. Etappe
- Laurent Jalabert ( Frankreich): von der 5. zur 7. und von der 9 zur 13. Etappe
- Marco Pantani ( Italien): 8. Etappe, 14. bis 20. Etappe
- Ivan Gotti ( Italien): von der 21. Etappe bis zum Ziel

## Endstand

### Gesamtwertung
| Rang | Name                     | Nationalität | Zeit      |
| ---- | ------------------------ | ------------ | --------- |
| 1    | Ivan Gotti               | Italien      | 99h55'56" |
| 2    | Paolo Savoldelli         | Italien      | 3'35"     |
| 3    | Gilberto Simoni          | Italien      | 3'36"     |
| 4    | Laurent Jalabert         | Frankreich   | 5'16"     |
| 5    | Roberto Heras Hernández  | Spanien      | 7'47"     |
| 6    | Niklas Axelsson          | Schweden     | 9'38"     |
| 7    | Serhiy Honchar           | Ukraine      | 12'07"    |
| 8    | Daniele De Paoli         | Italien      | 14'20"    |
| 9    | Daniel Clavero Sebastián | Spanien      | 15'53"    |
| 10   | Roberto Sgambelluri      | Italien      | 17'31"    |

### Andere Wertungen
- Intergiro: Fabrizio Guidi ( Italien)
- Punktewertung: Laurent Jalabert ( Frankreich)
- Bergwertung: José Jaime González ( Kolumbien)